# Лото-Тонга Сока Центр
Лото-Тонга Сока Центр (англ. Loto-Tonga Soka Centre) — футбольный центр в тонганской столице Нукуалофа.

## Информация
Центр был построен в 2001 году по инициативе ФИФА в рамках целевой программы.
На территории центра оборудованы два поля с естественным травяным покрытием. Также здесь расположен главный офис Футбольной ассоциации Тонга.

## Использование
На поле «Лото-Тонга Сока Центр» проводит домашние матчи сборная Тонга по футболу. Здесь проводятся матчи Лиги чемпионов ОФК.
31 августа — 4 сентября 2015 года на базе центра разыграли первый раунд отборочного турнира чемпионата мира по футболу. В турнире по круговой системе сыграли четыре сборных: Тонга, Самоа, Американского Самоа и Островов Кука. Пять из шести матчей прошли на первом поле, один — на втором. Выиграли турнир и вышли во второй раунд футболисты Самоа, а хозяева замкнули таблицу, проиграв все матчи. Самым посещаемым стал матч открытия, в котором сыграли сборные Тонга и Островов Кука: он собрал 300 зрителей.